# CASA 2.111
Il CASA 2.111 Pedro era un bombardiere bimotore costruito dall'azienda aeronautica spagnola Construcciones Aeronáuticas S.A. su licenza della tedesca Ernst Heinkel Flugzeugwerke AG.
Sostanzialmente replica dell'Heinkel He 111 H-16, venne prodotto in varie versioni fino al 1956.
La particolarità di questo modello è legata all'ironia che ha costretto, a causa dell'impossibilità di reperimento parti di ricambio per i suoi motori originali Junkers Jumo 211, a sostituirli con i Rolls-Royce Merlin, i quali avevano equipaggiato molti dei diretti avversari della Royal Air Force (RAF) contro il modello tedesco in forza alla Luftwaffe nel corso della seconda guerra mondiale.

## Storia del progetto
Alla fine della guerra civile spagnola ci si rese conto che era necessario integrare e migliorare la flotta dell'Ejército del Aire. Al governo spagnolo erano stati ceduti numerosi velivoli provenienti dalla tedesca Legione Condor e dall'italiana Aviazione Legionaria, tra i quali figuravano i bombardieri/ricognitori Heinkel He 111 B che oramai sentivano il peso del tempo, superati da una loro successiva versione più prestante, la He 111 D.
Fu così che viene chiesta la possibilità al governo tedesco di produrre in loco gli He 111 H-16, la versione più moderna, dotata dei motori Junkers Jumo 211, concessa la quale si iniziò la produzione di 200 esemplari da parte della Construcciones Aeronáuticas S.A. di Siviglia che assunsero la nuova denominazione di CASA 2.111.
La maggior qualità in combattimento di questi velivoli era la velocità massima, che permetteva di superare ancora una buona parte dei caccia del periodo, ma seguito degli esiti sfavorevoli alla Luftwaffe durante la Battaglia d'Inghilterra si pensò ad aggiornare gli He 111 in dotazione, sia nell'armamento difensivo che nella maggiore blindatura. Questo però provocò un aumento di peso a vuoto degli He 111, venendo meno alle doti di velocità che ne determinavano la operatività, che si decise di ovviare richiedendo una fornitura delle versioni degli Jumo 211 più potenti.
Già verso la fine della seconda guerra mondiale l'industria bellica tedesca era completamente assorbita dalla fornitura dei propri velivoli da combattimento. Questo comportò una sempre minore disponibilità di pezzi di ricambio per la manutenzione dei 2.111 fino alla definitiva mancanza. La fine della guerra determinò anche la fine della produzione dei motori tedeschi per cui era necessario trovare una soluzione alternativa che permettesse di mantenere operative delle macchine ancora perfettamente in grado di operare nei compiti originariamente a loro assegnate. La sovrabbondante disponibilità di motori e ricambi fece cadere la scelta sui britannici Rolls-Royce Merlin 500 che da quel momento sostituirono definitivamente i motori tedeschi fino alla fine della loro produzione.

## Versioni

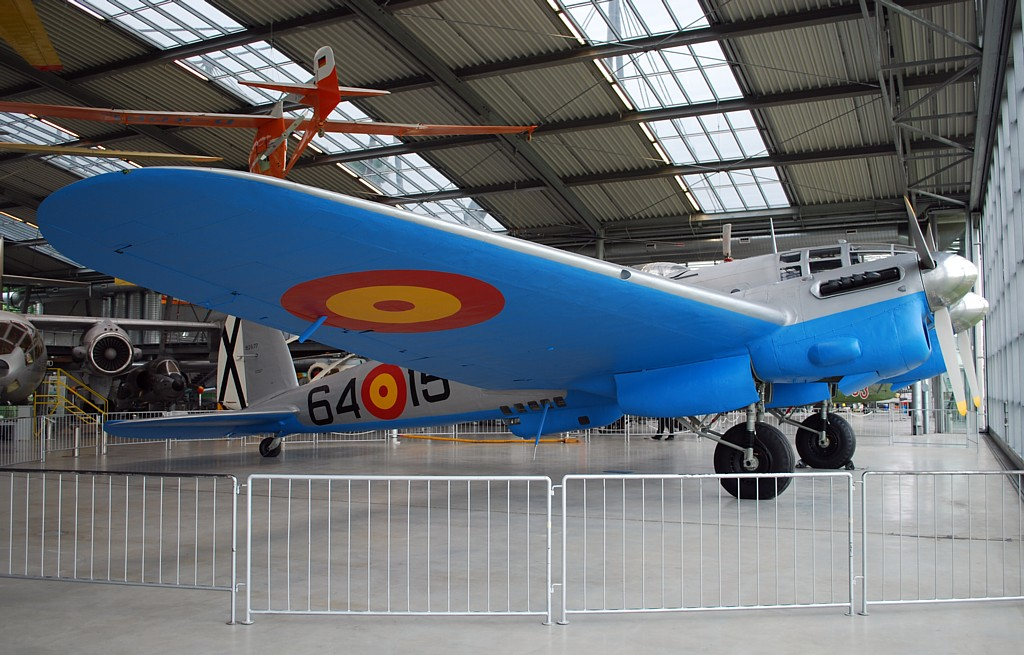
Il CASA 2.111B motorizzato Rolls-Royce Merlin esposto al Deutsches Museum Flugwerft Schleißheim.

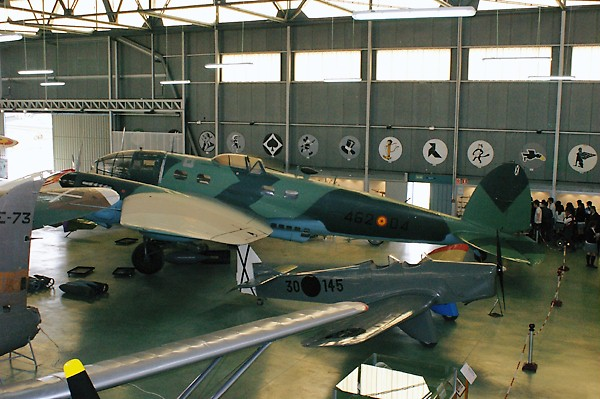
Il CASA 2.111 esposto al Museo del Aire.

CASA 2.111
prima versione basata sull'Heinkel He 111 H-16.
CASA 2.111A
versione bombardiere a medio raggio equipaggiata con motori Junkers Jumo 211.
CASA 2.111B
versione bombardiere a medio raggio equipaggiata con motori Rolls-Royce Merlin 500-29 da 1 600 CV.
CASA 2.111C
versione da ricognizione equipaggiata con motori Junkers Jumo 211.
CASA 2.111D
versione da ricognizione equipaggiata con motori Rolls-Royce Merlin 500-29 da 1.600 CV.
CASA 2.111F
versione da addestramento ai plurimotori, dotata di doppi comandi ed equipaggiata con motori Junkers Jumo 211.
CASA 2.111T8
versione da trasporto fino a 9 passeggeri, equipaggiata con motori Rolls-Royce Merlin 500-29.

## Utilizzatori
Spagna
- Ejército del Aire

## Il CASA 2.111 nei media
Data la notevole somiglianza agli Heinkel He 111 ed alla quantità di velivoli sopravvissuti perché non coinvolti direttamente in azioni belliche, i 2.111 sono stati utilizzati per "impersonare", dotati di livrea della Luftwaffe, i bombardieri tedeschi nei film di guerra che rievocano la seconda guerra mondiale.
- 32 CASA 2.111D sono stati utilizzati nel film I lunghi giorni delle aquile (Battle of Britain) del 1968, compresi i velivoli utilizzati dalla texana Commemorative Air Force (o CAF), un'organizzazione senza scopo di lucro che si occupa del mantenimento in condizioni di volo di velivoli di importanza storica. Le sequenze girate sono poi state riutilizzate in altri film, come Dark Blue World (Dark Blue World - Tmavomodrý svet) del 1988.
- Due CASA 2.111D appaiono nel film Patton, generale d'acciaio (Patton) del 1970.
- Nella pellicola Le cronache di Narnia - Il leone, la strega e l'armadio (The Chronicles of Narnia: The Lion, the Witch and the Wardrobe) del 2005, la sequenza iniziale vede una squadriglia di CASA 2.111 durante il bombardamento di Londra.
- Un CASA 2.111D appare nella mini serie Piece of Cake trasmessa dalla BBC nel 1987. La prima puntata di Piece of Cake è stata la puntata con più alto numero di telespettatori mai vista tra le miniserie trasmesse dalla televisione britannica.

### Pubblicazioni
- (EN) Gonzalo Avila Cruz, Homegrown 'Pedros': Spanish-Built Heinkel He 111s: Part One-Jumo Variants, in Air Enthusiast, No. 90, Stamford, UK, Key Publishing, novembre/December 2000,  pp. 48-53, ISSN 0143-5450 (WC · ACNP).
- (EN) Gonzalo Avila Cruz, Homegrown 'Pedros': Spanish-Built Heinkel He 111s: Part Two-Merlin Variants, in Air Enthusiast, No. 91, Stamford, UK, Key Publishing, gennaio/February 2001,  pp. 8-18, ISSN 0143-5450 (WC · ACNP).
- C.M. Lambert, Handling the Spanish Heinkel 111, in Flight, 17 agosto 1956,  pp. 247-248.